# Sheldon Souray
Sheldon Souray (Elk Point, 13 luglio 1976) è un ex hockeista su ghiaccio canadese.
Divorziato dall'attrice Angelica Bridges, insieme a lei ha messo al mondo due figlie. Nel 2011 ha iniziato a frequentare Barbie Blank. La coppia si è sposata il 27 febbraio 2016, ma ha divorziato il 9 ottobre 2017.

## Palmarès

### Mondiali
- 1 medaglia:
  - 1 argento (Austria 2005)